# Лауреати Державної премії України в галузі науки і техніки (1981)
Державна премія України в галузі науки і техніки — лауреати 1981 року.
На підставі подання Комітету з Державних премій України в галузі науки і техніки Центральний Комітет Компартії України і Рада Міністрів Української РСР видали Постанову № 614 від 15 грудня 1981 р. «Про присудження Державних премій України в галузі науки і техніки 1981 року».

## Лауреати Державної премії України в галузі науки і техніки 1981 року
| Премійована робота | Лауреати                                   | Коротко про лауреата |
| --- | ------------------------------------------ | --- |
| Створення та впровадження комплексно-механізованого виробництва по випуску фарфорового посуду на Баранівському фарфоровому заводі імені Леніна                             | Ільченко Антон Іванович                    | кандидат технічних наук, начальник Українського промислового об'єднання по виробництву фарфорових і фаянсових виробів                                                                 |
| Створення та впровадження комплексно-механізованого виробництва по випуску фарфорового посуду на Баранівському фарфоровому заводі імені Леніна                             | Колотій Павло Васильович                   | кандидат технічних наук, заступник директора Українського науково-дослідного інституту скляної і фарфоро-фаянсової промисловості                                                      |
| Створення та впровадження комплексно-механізованого виробництва по випуску фарфорового посуду на Баранівському фарфоровому заводі імені Леніна                             | Хоменко Василь Олексійович                 | генеральний директор Баранівського виробничого об'єднання «Фарфор» |
| Створення та впровадження комплексно-механізованого виробництва по випуску фарфорового посуду на Баранівському фарфоровому заводі імені Леніна                             | Куриленко Венедикт Григорович              | головний інженер Баранівського виробничого об'єднання «Фарфор» |
| Створення та впровадження комплексно-механізованого виробництва по випуску фарфорового посуду на Баранівському фарфоровому заводі імені Леніна                             | Остапчук Олександр Степанович              | головний механік заводу Баранівського виробничого об'єднання «Фарфор» |
| Створення та впровадження комплексно-механізованого виробництва по випуску фарфорового посуду на Баранівському фарфоровому заводі імені Леніна                             | Шморгун Василь Юхимович                    | інструктор по виробничому навчанню Баранівського виробничого об'єднання «Фарфор» |
| Створення та впровадження комплексно-механізованого виробництва по випуску фарфорового посуду на Баранівському фарфоровому заводі імені Леніна                             | Коваленко Дмитро Фролович                  | слюсар-ремонтник Баранівського виробничого об'єднання «Фарфор» |
| Створення та впровадження комплексно-механізованого виробництва по випуску фарфорового посуду на Баранівському фарфоровому заводі імені Леніна                             | Вітренко Володимир Михайлович (посмертно)  | інженер |
| Створення, освоєння та широке впровадження в енергетику, промисловість і сільське господарство базових серій ефективних високовольтних комутаційних апаратів               | Апольцев Юрій Анатолійович                 | головний спеціаліст по високовольтній апаратурі Головного технічного управління по експлуатації енергосистем Міністерства енергетики і електрифікації СРСР                            |
| Створення, освоєння та широке впровадження в енергетику, промисловість і сільське господарство базових серій ефективних високовольтних комутаційних апаратів               | Тищенко Василь Петрович                    | головний конструктор Всесоюзного промислового об'єднання по виробництву трансформаторів і високовольтної апаратури                                                                    |
| Створення, освоєння та широке впровадження в енергетику, промисловість і сільське господарство базових серій ефективних високовольтних комутаційних апаратів               | Гордієнко Роман Іванович                   | завідувач сектором спеціального проектно-конструкторського і технологічного бюро Рівненського заводу високовольтної апаратури імені 50-річчя Радянської України                       |
| Створення, освоєння та широке впровадження в енергетику, промисловість і сільське господарство базових серій ефективних високовольтних комутаційних апаратів               | Андрійчук Павло Денисович                  | завідувач сектором спеціального проектно-конструкторського і технологічного бюро Рівненського заводу високовольтної апаратури імені 50-річчя Радянської України                       |
| Створення, освоєння та широке впровадження в енергетику, промисловість і сільське господарство базових серій ефективних високовольтних комутаційних апаратів               | Чуба Іван Харитонович                      | завідувач відділом спеціального проектно-конструкторського і технологічного бюро Рівненського заводу високовольтної апаратури імені 50-річчя Радянської України                       |
| Створення, освоєння та широке впровадження в енергетику, промисловість і сільське господарство базових серій ефективних високовольтних комутаційних апаратів               | Луковець Віктор Антонович                  | начальник спеціального проектно-конструкторського і технологічного бюро Рівненського заводу високовольтної апаратури імені 50-річчя Радянської України                                |
| Створення, освоєння та широке впровадження в енергетику, промисловість і сільське господарство базових серій ефективних високовольтних комутаційних апаратів               | Литвинюк Дмитро Павлович                   | плавильник Рівненського заводу високовольтної апаратури імені 50-річчя Радянської України                                                                                             |
| Створення, освоєння та широке впровадження в енергетику, промисловість і сільське господарство базових серій ефективних високовольтних комутаційних апаратів               | Жахалов Віктор Пантелійович                | секретар парткому Рівненського заводу високовольтної апаратури імені 50-річчя Радянської України                                                                                      |
| Створення, освоєння та широке впровадження в енергетику, промисловість і сільське господарство базових серій ефективних високовольтних комутаційних апаратів               | Дробот Степан Данилович                    | головний інженер Рівненського заводу високовольтної апаратури імені 50-річчя Радянської України                                                                                       |
| Створення, освоєння та широке впровадження в енергетику, промисловість і сільське господарство базових серій ефективних високовольтних комутаційних апаратів               | Чех Федір Сергійович                       | директор Рівненського заводу високовольтної апаратури імені 50-річчя Радянської України                                                                                               |
| Розробка та промислове впровадження технологій виробництва гранульованого магнію і його застосування для позапічної обробки доменного чавуну                               | Остапчук Микола Петрович                   | старший майстер доменного цеху Жданівського металургійного заводу імені Ілліча |
| Розробка та промислове впровадження технологій виробництва гранульованого магнію і його застосування для позапічної обробки доменного чавуну                               | Шокул Анатолій Олексійович                 | директор Жданівського металургійного заводу «Азовсталь» імені Серго Орджонікідзе |
| Розробка та промислове впровадження технологій виробництва гранульованого магнію і його застосування для позапічної обробки доменного чавуну                               | Трухін Олександр Федорович                 | технолог цеху Калуського виробничого об'єднання «Хлорвініл» імені 60-річчя Великої Жовтневої соціалістичної революції                                                                 |
| Розробка та промислове впровадження технологій виробництва гранульованого магнію і його застосування для позапічної обробки доменного чавуну                               | Раскатов Віктор Георгійович                | начальник цеху Калуського виробничого об'єднання «Хлорвініл» імені 60-річчя Великої Жовтневої соціалістичної революції                                                                |
| Розробка та промислове впровадження технологій виробництва гранульованого магнію і його застосування для позапічної обробки доменного чавуну                               | Рудаков Віктор Олександрович               | начальник магнієвого виробництва Калуського виробничого об'єднання «Хлорвініл» імені 60-річчя Великої Жовтневої соціалістичної революції                                              |
| Розробка та промислове впровадження технологій виробництва гранульованого магнію і його застосування для позапічної обробки доменного чавуну                               | Романенко Олег Миколайович                 | заступник головного інженера Калуського виробничого об'єднання «Хлорвініл» імені 60-річчя Великої Жовтневої соціалістичної революції                                                  |
| Розробка та промислове впровадження технологій виробництва гранульованого магнію і його застосування для позапічної обробки доменного чавуну                               | Шевченко Анатолій Пилипович                | кандидат технічних наук, старший науковий співробітник Інституту чорної металургії Міністерства чорної металургії СРСР                                                                |
| Розробка та промислове впровадження технологій виробництва гранульованого магнію і його застосування для позапічної обробки доменного чавуну                               | Воронова Наталія Олександрівна             | доктор технічних наук, завідувачка відділом Інституту чорної металургії Міністерства чорної металургії СРСР                                                                           |
| Розробка та промислове впровадження технологій виробництва гранульованого магнію і його застосування для позапічної обробки доменного чавуну                               | Баранник Іван Андрійович                   | кандидат технічних наук, завідувач лабораторією Всесоюзного науково-дослідного і проектного інституту титану                                                                          |
| Механіко-математичне обґрунтування, розробка та впровадження високоефективних технологій виготовлення електронно-променевих приладів                                       | Семерак Михайло Михавйлович                | завідувач відділом обчислювального центру Інституту прикладних проблем механіки і математики АН УРСР                                                                                  |
| Механіко-математичне обґрунтування, розробка та впровадження високоефективних технологій виготовлення електронно-променевих приладів                                       | Шелепець Володимир Іванович                | заступник начальника обчислювального центру Інституту прикладних проблем механіки і математики НАН України                                                                            |
| Механіко-математичне обґрунтування, розробка та впровадження високоефективних технологій виготовлення електронно-променевих приладів                                       | Будз Степан Федорович                      | кандидат фізико-математичних наук, завідувач відділом Інституту прикладних проблем механіки і математики Академії наук УРСР                                                           |
| Механіко-математичне обґрунтування, розробка та впровадження високоефективних технологій виготовлення електронно-променевих приладів                                       | Коляно Юрій Михайлович                     | доктор технічних наук, завідувач відділом Інституту прикладних проблем механіки і математики Академії наук УРСР                                                                       |
| Механіко-математичне обґрунтування, розробка та впровадження високоефективних технологій виготовлення електронно-променевих приладів                                       | Киричук Володимир Васильович               | завідувач відділом Львівського обласного комітету Компартії України |
| Механіко-математичне обґрунтування, розробка та впровадження високоефективних технологій виготовлення електронно-променевих приладів                                       | Токар Юрій Семенович                       | кандидат технічних наук, начальник відділу виробничого об'єднання «Кінескоп» |
| Механіко-математичне обґрунтування, розробка та впровадження високоефективних технологій виготовлення електронно-променевих приладів                                       | Піонтковський Адольф Борисович             | кандидат технічних наук, начальник відділу виробничого об'єднання «Кінескоп» |
| Механіко-математичне обґрунтування, розробка та впровадження високоефективних технологій виготовлення електронно-променевих приладів                                       | Малкієль Борис Семенович                   | кандидат технічних наук, заступник головного технолога виробничого об'єднання «Кінескоп»                                                                                              |
| Механіко-математичне обґрунтування, розробка та впровадження високоефективних технологій виготовлення електронно-променевих приладів                                       | Ващенюк Микола Миколайович                 | кандидат технічних наук, головний інженер виробничого об'єднання «Кінескоп» |
| Механіко-математичне обґрунтування, розробка та впровадження високоефективних технологій виготовлення електронно-променевих приладів                                       | Фау Анатолій Євгенович                     | |
| Обґрунтування, комплексна розробка та впровадження в широку медичну практику апарата «Урат-1М» і методики його застосування для лікування хворих на камені сечового міхура | Юткін Лев Олександрович                    | кандидат технічних наук, (посмертно) |
| Обґрунтування, комплексна розробка та впровадження в широку медичну практику апарата «Урат-1М» і методики його застосування для лікування хворих на камені сечового міхура | Розе Лео Вульфович                         | головний конструктор проекту Центрального проектно-конструкторського бюро механізації і автоматизації Міністерства приладобудування, засобів автоматизації і систем управління        |
| Обґрунтування, комплексна розробка та впровадження в широку медичну практику апарата «Урат-1М» і методики його застосування для лікування хворих на камені сечового міхура | Козяк Анатолій Іванович                    | начальник конструкторського бюро Вільнюського виробничого об'єднання імені 60-річчя Жовтня                                                                                            |
| Обґрунтування, комплексна розробка та впровадження в широку медичну практику апарата «Урат-1М» і методики його застосування для лікування хворих на камені сечового міхура | Хохлова Ніна Михайлівна                    | завідувачка лабораторією Всесозного науково-дослідного інституту медичного приладобудування                                                                                           |
| Обґрунтування, комплексна розробка та впровадження в широку медичну практику апарата «Урат-1М» і методики його застосування для лікування хворих на камені сечового міхура | Король Микола Якимович                     | завідувач відділом Київського філіалу Всесоюзного науково-дослідного інституту технічної естетики                                                                                     |
| Обґрунтування, комплексна розробка та впровадження в широку медичну практику апарата «Урат-1М» і методики його застосування для лікування хворих на камені сечового міхура | Зенченко Віталій Олександрович             | інженер-конструктор Київського філіалу Всесоюзного науково-дослідного інституту технічної естетики                                                                                    |
| Обґрунтування, комплексна розробка та впровадження в широку медичну практику апарата «Урат-1М» і методики його застосування для лікування хворих на камені сечового міхура | Василевський Петро Миколайович             | провідний інженер Київського філіалу Всесоюзного науково-дослідного інституту технічної естетики                                                                                      |
| Обґрунтування, комплексна розробка та впровадження в широку медичну практику апарата «Урат-1М» і методики його застосування для лікування хворих на камені сечового міхура | Балаєв Олег Гаврилович                     | начальник лабораторії Виробничого об'єднання імені С. П. Корольова |
| Обґрунтування, комплексна розробка та впровадження в широку медичну практику апарата «Урат-1М» і методики його застосування для лікування хворих на камені сечового міхура | Єдиний Юрій Григорович                     | доктор медичних наук, завідувач відділенням Київського науково-дослідного Інституту захворювань нирок і сечовивідних шляхів /урологія/                                                |
| Створення та промислове впровадження нового способу зварювання нерухомими електродами великотоннажних заготовок                                                            | Горський Анатолій Васильович               | начальник відділу виробничого об'єднання «Іжорський завод» імені А. О. Жданова |
| Створення та промислове впровадження нового способу зварювання нерухомими електродами великотоннажних заготовок                                                            | Олександров Валентин Олександрович         | головний інженер виробничого об'єднання «Новокраматорський машинобудівний завод» |
| Створення та промислове впровадження нового способу зварювання нерухомими електродами великотоннажних заготовок                                                            | Черних Віктор Васильович                   | кандидат технічних наук, начальник управління Міністерства важкого і транспортного машинобудування                                                                                    |
| Створення та промислове впровадження нового способу зварювання нерухомими електродами великотоннажних заготовок                                                            | Олексієнко Василь Іванович                 | головний зварник виробничого об'єднання «Ждановважмаш» |
| Створення та промислове впровадження нового способу зварювання нерухомими електродами великотоннажних заготовок                                                            | Чепурний Анатолій Данилович                | кандидат технічних наук, завідувач сектором виробничого об'єднання «Ждановважмаш» |
| Створення та промислове впровадження нового способу зварювання нерухомими електродами великотоннажних заготовок                                                            | Нефедов Павло Сергійович                   | головний інженер виробничого об'єднання «Ждановважмаш» |
| Створення та промислове впровадження нового способу зварювання нерухомими електродами великотоннажних заготовок                                                            | Шевченко Микола Трохимович                 | старший інженер Інституту електрозварювання імені Є. О. Патона Академії наук УРСР |
| Створення та промислове впровадження нового способу зварювання нерухомими електродами великотоннажних заготовок                                                            | Андрєєв Володимир Прохорович               | кандидат технічних наук, директор дослідного заводу Інституту електрозварювання імені Є. О. Патона Академії наук УРСР                                                                 |
| Створення та промислове впровадження нового способу зварювання нерухомими електродами великотоннажних заготовок                                                            | Севрук Альберт Миколайович                 | старший майстер виробничого об'єднання «Іжорський завод» імені А. О. Жданова |
| Розробка правлячих роликів із синтетичних алмазів підвищеної міцності та їх впровадження в процесах маловідхідної технології врізного профільного шліфування деталей машин | Байкалов Анатолій Кузьмич (посмертно)      | кандидат технічних наук |
| Розробка правлячих роликів із синтетичних алмазів підвищеної міцності та їх впровадження в процесах маловідхідної технології врізного профільного шліфування деталей машин | Дербунов Михайло Олександрович (посмертно) | інженер |
| Розробка правлячих роликів із синтетичних алмазів підвищеної міцності та їх впровадження в процесах маловідхідної технології врізного профільного шліфування деталей машин | Черенов Олексій Борисович                  | начальник конструкторського бюро Восьмого державного підшипникового заводу імені В. І. Леніна                                                                                         |
| Розробка правлячих роликів із синтетичних алмазів підвищеної міцності та їх впровадження в процесах маловідхідної технології врізного профільного шліфування деталей машин | Іванов Сергій Миколайович                  | директор Восьмого державного підшипникового заводу імені В. І. Леніна |
| Розробка правлячих роликів із синтетичних алмазів підвищеної міцності та їх впровадження в процесах маловідхідної технології врізного профільного шліфування деталей машин | Сидоренко Микола Трохимович                | прес-спікальник дослідного заводу Інституту надтвердих матеріалів Академії наук УРСР                                                                                                  |
| Розробка правлячих роликів із синтетичних алмазів підвищеної міцності та їх впровадження в процесах маловідхідної технології врізного профільного шліфування деталей машин | Ганелін Наум Борисович                     | майстер дослідного заводу Інституту надтвердих матеріалів Академії наук УРСР |
| Розробка правлячих роликів із синтетичних алмазів підвищеної міцності та їх впровадження в процесах маловідхідної технології врізного профільного шліфування деталей машин | Єгіазарян Льовік Сохакович                 | інженер-технолог Інституту надтвердих матеріалів Академії наук УРСР |
| Розробка правлячих роликів із синтетичних алмазів підвищеної міцності та їх впровадження в процесах маловідхідної технології врізного профільного шліфування деталей машин | Сукенник Ілля Лазарович                    | провідний інженер Інституту надтвердих матеріалів Академії наук УРСР |
| Розробка правлячих роликів із синтетичних алмазів підвищеної міцності та їх впровадження в процесах маловідхідної технології врізного профільного шліфування деталей машин | Коломієць Віктор Васильович                | кандидат технічних наук, старший науковий співробітник Інституту надтвердих матеріалів Академії наук УРСР                                                                             |
| Розробка правлячих роликів із синтетичних алмазів підвищеної міцності та їх впровадження в процесах маловідхідної технології врізного профільного шліфування деталей машин | Шульженко Олександр Олександрович          | зав. лабораторією Інституту надтвердих матеріалів Академії наук УРСР |
| Дослідження механізмів, установлення деяких закономірностей перетворення нормальних тканин у пухлинні та формування протипухлинної резистентності організму                | Уманський Юліан Олександрович (посмертно)  | доктор медичних наук |
| Дослідження механізмів, установлення деяких закономірностей перетворення нормальних тканин у пухлинні та формування протипухлинної резистентності організму                | Книш Іван Тарасович                        | доктор медичних наук, завідувач відділенням Київського науково-дослідного рентгенорадіологічного та онкологічного інституту                                                           |
| Дослідження механізмів, установлення деяких закономірностей перетворення нормальних тканин у пухлинні та формування протипухлинної резистентності організму                | Сидорик Євген Петрович                     | доктор медичних наук, завідувач відділом Інституту проблем онкології імені Р. Є. Кавецького Академії наук УРСР                                                                        |
| Дослідження механізмів, установлення деяких закономірностей перетворення нормальних тканин у пухлинні та формування протипухлинної резистентності організму                | Самунджан Євгенія Мартиросівна             | доктор медичних наук, завідувачка відділом Інституту проблем онкології імені Р. Є. Кавецького Академії наук УРСР                                                                      |
| Дослідження механізмів, установлення деяких закономірностей перетворення нормальних тканин у пухлинні та формування протипухлинної резистентності організму                | Касьяненко Інга Володимирівна              | доктор медичних наук, завідувачка відділом Інституту проблем онкології імені Р. Є. Кавецького Академії наук УРСР                                                                      |
| Дослідження механізмів, установлення деяких закономірностей перетворення нормальних тканин у пухлинні та формування протипухлинної резистентності організму                | Балицький Костянтин Петрович               | доктор медичних наук, завідувач відділом Інституту проблем онкології імені Р. Є. Кавецького Академії наук УРСР                                                                        |
| Дослідження механізмів, установлення деяких закономірностей перетворення нормальних тканин у пухлинні та формування протипухлинної резистентності організму                | Бутенко Зоя Андріївна                      | член-кореспондент Академії наук УРСР, завідувач відділом Інституту проблем онкології імені Р. Є. Кавецького Академії наук УРСР                                                        |
| Дослідження механізмів, установлення деяких закономірностей перетворення нормальних тканин у пухлинні та формування протипухлинної резистентності організму                | Бикоріз Анатолій Йосипович                 | доктор медичних наук, заступник директора Інституту проблем онкології імені Р. Є. Кавецького Академії наук УРСР                                                                       |
| Дослідження механізмів, установлення деяких закономірностей перетворення нормальних тканин у пухлинні та формування протипухлинної резистентності організму                | Пінчук Вадим Григорович                    | член-кореспондент Академії наук УРСР, директор Інституту проблем онкології імені Р. Є. Кавецького Академії наук УРСР                                                                  |
| Дослідження механізмів, установлення деяких закономірностей перетворення нормальних тканин у пухлинні та формування протипухлинної резистентності організму                | Кавецький Ростислав Євгенович (посмертно)  | академік Академії наук УРСР |
| Створення конструкції та освоєння виробництва високопродуктивної машини КС-6 для збирання коренів цукрових буряків                                                         | Куліш Віктор Семенович                     | завідувач лабораторією Всесоюзного науково-дослідного інституту з випробування машин та обладнання для тваринництва і кормовиробництва                                                |
| Створення конструкції та освоєння виробництва високопродуктивної машини КС-6 для збирання коренів цукрових буряків                                                         | Маркін Віталій Федорович                   | головний інженер управління капітального будівництва Міністерства тракторного і сільськогосподарського машинобудування                                                                |
| Створення конструкції та освоєння виробництва високопродуктивної машини КС-6 для збирання коренів цукрових буряків                                                         | Смакоуз Георгій Микитович                  | начальник спеціального конструкторського бюро виробничого об'єднання «Тернопільський комбайновий завод імені ХХУ з'їзду КПРС»                                                         |
| Створення конструкції та освоєння виробництва високопродуктивної машини КС-6 для збирання коренів цукрових буряків                                                         | Карпов Володимир Григорович                | кандидат технічних наук, генеральний директор виробничого об'єднання «Тернопільський комбайновий завод імені ХХУ з'їзду КПРС»                                                         |
| Створення конструкції та освоєння виробництва високопродуктивної машини КС-6 для збирання коренів цукрових буряків                                                         | Ісіков Сергій Олександрович                | завідувач лабораторією Українського науково-дослідного інституту сільськогосподарського машинобудування                                                                               |
| Створення конструкції та освоєння виробництва високопродуктивної машини КС-6 для збирання коренів цукрових буряків                                                         | Татьянко Микола Васильович                 | кандидат технічних наук, завідувач сектором Українського науково-дослідного інституту сільськогосподарського машинобудування                                                          |
| Створення конструкції та освоєння виробництва високопродуктивної машини КС-6 для збирання коренів цукрових буряків                                                         | Кашурко Олександр Савелійович              | кандидат технічних наук, завідувач відділом Українського науково-дослідного інституту сільськогосподарського машинобудування                                                          |
| Створення конструкції та освоєння виробництва високопродуктивної машини КС-6 для збирання коренів цукрових буряків                                                         | Стеценко Володимир Васильович              | кандидат технічних наук, заступник директора Українського науково-дослідного інституту сільськогосподарського машинобудування                                                         |
| Створення конструкції та освоєння виробництва високопродуктивної машини КС-6 для збирання коренів цукрових буряків                                                         | Скочило Василь Михайлович                  | головний зварювальник виробничого об'єднання «Тернопільський комбайновий завод XXV з'їзду КПРС»                                                                                       |
| Монографія «История государства и права Украинской ССР», опублікована в 1976 році                                                                                          | Фукс Савелій Львович (посмертно)           | доктор юридичних наук |
| Монографія «История государства и права Украинской ССР», опублікована в 1976 році                                                                                          | Терлецький Валентин Михайлович (посмертно) | доктор історичних наук |
| Монографія «История государства и права Украинской ССР», опублікована в 1976 році                                                                                          | Бурчак Федір Глібович                      | кандидат юридичних наук, завідувач відділом Президії Верховної Ради УРСР |
| Монографія «История государства и права Украинской ССР», опублікована в 1976 році                                                                                          | Рогожин Анатолій Йосипович                 | доктор юридичних наук, завідувач кафедрою Харківського юридичного інституту імені Ф. Е. Дзержинського                                                                                 |
| Монографія «История государства и права Украинской ССР», опублікована в 1976 році                                                                                          | Потарикіна Лідія Луківна                   | доктор юридичних наук, професор Київського державного університету імені Т. Г. Шевченка                                                                                               |
| Монографія «История государства и права Украинской ССР», опублікована в 1976 році                                                                                          | Мрига Віктор Васильович                    | кандидат юридичних наук, старший науковий співробітник Інституту держави і права Академії наук УРСР                                                                                   |
| Монографія «История государства и права Украинской ССР», опублікована в 1976 році                                                                                          | Бражников Вадим Євгенович                  | кандидат юридичних наук, старший науковий співробітник Інституту держави і права Академії наук УРСР                                                                                   |
| Монографія «История государства и права Украинской ССР», опублікована в 1976 році                                                                                          | Таранов Анатолій Павлович                  | доктор юридичних наук, старший науковий співробітник Інституту держави і права Академії наук УРСР                                                                                     |
| Монографія «История государства и права Украинской ССР», опублікована в 1976 році                                                                                          | Бабій Борис Мусійович                      | академік Академії наук УРСР, директор Інституту держави і права Академії наук УРСР |
| Монографія «История государства и права Украинской ССР», опублікована в 1976 році                                                                                          | Павловський Рафаіл Семенович               | доктор юридичних наук, профессор |
| Монографія «Основы современной генетики», опублікована в 1979 році | Гершензон Сергій Мейліхович                | академік Академії наук УРСР, завідувач відділом Інституту молекулярної біології і генетики Академії наук УРСР                                                                         |
| Науково-технічна розробка та впровадження полімолекулярних кремнійорганічних захисних покриттів                                                                            | Безлюдний Анатолій Іванович                | головний інженер Запорізького заводу «Кремнійполімер» |
| Науково-технічна розробка та впровадження полімолекулярних кремнійорганічних захисних покриттів                                                                            | Ласська Олена Анатоліївна                  | кандидат технічних наук, доцент Київського інженерно-будівельного інституту |
| Науково-технічна розробка та впровадження полімолекулярних кремнійорганічних захисних покриттів                                                                            | Савченко-Бельський Віталій Григорович      | кандидат технічних наук, заступник директора Науково-дослідного та конструкторсько-технологічного інституту міського господарства Міністерства житлово-комунального господарства УРСР |
| Науково-технічна розробка та впровадження полімолекулярних кремнійорганічних захисних покриттів                                                                            | Воронков Михайло Григорович                | член-кореспондент Академії наук СРСР, директор Інституту органічної хімії Сибірського відділення Академії наук СРСР                                                                   |
| Науково-технічна розробка та впровадження полімолекулярних кремнійорганічних захисних покриттів                                                                            | Тарасевич Юрій Іванович                    | доктор хімічних наук, завідувач відділом Інституту колоїдної хімії та хімії води імені А. В. Думанського Академії наук УРСР                                                           |
| Науково-технічна розробка та впровадження полімолекулярних кремнійорганічних захисних покриттів                                                                            | Свідерський Валентин Анатолійович          | кандидат технічних наук, завідувач лабораторією Київського політехнічного інституту імені 50-річчя Великої Жовтневої соціалістичної революції                                         |
| Науково-технічна розробка та впровадження полімолекулярних кремнійорганічних захисних покриттів                                                                            | Круглицька Валентина Яківна                | кандидат технічних наук, доцент Київського політехнічного інституту імені 50-річчя Великої Жовтневої соціалістичної революції                                                         |
| Науково-технічна розробка та впровадження полімолекулярних кремнійорганічних захисних покриттів                                                                            | Шевченко Людмила Андріївна                 | кандидат технічних наук, доцент Київського політехнічного інституту імені 50-річчя Великої Жовтневої соціалістичної революції                                                         |
| Науково-технічна розробка та впровадження полімолекулярних кремнійорганічних захисних покриттів                                                                            | Крупа Олексій Арсентійович                 | доктор технічних наук, завідувач кафедрою Київського політехнічного інституту імені 50-річчя Великої Жовтневої соціалістичної революції                                               |
| Науково-технічна розробка та впровадження полімолекулярних кремнійорганічних захисних покриттів                                                                            | Пащенко Олександр Олександрович            | член-кореспондент Академії наук УРСР, завідувач кафедрою Київського політехнічного інституту імені 50-річчя Великої Жовтневої соціалістичної революції                                |
| Розробка нових поліуретанових матеріалів, створення технології виробництва та впровадження їх у народне господарство                                                       | Калашников Віктор Григорович               | директор Всесоюзного науково-дослідного інституту плівкових матеріалів і штучної шкіри                                                                                                |
| Розробка нових поліуретанових матеріалів, створення технології виробництва та впровадження їх у народне господарство                                                       | Юр'єва Ганна Єгорівна                      | старший науковий співробітник Всесоюзного науково-дослідного інституту плівкових матеріалів і штучної шкіри                                                                           |
| Розробка нових поліуретанових матеріалів, створення технології виробництва та впровадження їх у народне господарство                                                       | Ізюмська Людмила Миколаївна                | старший ґрунтувальник Запорізького заводу штучних шкір |
| Розробка нових поліуретанових матеріалів, створення технології виробництва та впровадження їх у народне господарство                                                       | Мурадян Рафаель Азісович                   | директор Запорізького заводу штучних шкір |
| Розробка нових поліуретанових матеріалів, створення технології виробництва та впровадження їх у народне господарство                                                       | Глушко Людмила Павлівна                    | начальник лабораторії Запорізького заводу штучних шкір |
| Розробка нових поліуретанових матеріалів, створення технології виробництва та впровадження їх у народне господарство                                                       | Трифонов Микола Дмитрович                  | начальник дослідного виробництва Інституту хімії високомолекулярних сполук Академії наук УРСР                                                                                         |
| Розробка нових поліуретанових матеріалів, створення технології виробництва та впровадження їх у народне господарство                                                       | Ярошенко Валентина Вікторівна              | кандидат хімічних наук, старший науковий співробітник Інституту хімії високомолекулярних сполук Академії наук УРСР                                                                    |
| Розробка нових поліуретанових матеріалів, створення технології виробництва та впровадження їх у народне господарство                                                       | Шевченко Валерій Васильович                | кандидат хімічних наук, завідувач лабораторією Інституту хімії високомолекулярних сполук Академії наук УРСР                                                                           |
| Розробка нових поліуретанових матеріалів, створення технології виробництва та впровадження їх у народне господарство                                                       | Греков Анатолій Петрович                   | доктор хімічних наук, завідувач відділом Інституту хімії високомолекулярних сполук Академії наук УРСР                                                                                 |
| Розробка нових поліуретанових матеріалів, створення технології виробництва та впровадження їх у народне господарство                                                       | Ліпатов Юрій Сергійович                    | академік Академії наук УРСР, директор Інституту хімії високомолекулярних сполук Академії наук УРСР                                                                                    |
| Комплексне дослідження оптичних та фотоелектричних властивостей напівпровідникових сполук елементів другої і шостої груп періодичної системи                               | Страшникова Майя Іларіонівна               | кандидат фізико-математичних наук, старший науковий співробітник Інституту фізики Академії наук УРСР                                                                                  |
| Комплексне дослідження оптичних та фотоелектричних властивостей напівпровідникових сполук елементів другої і шостої груп періодичної системи                               | Борщ Анатолій Олександрович                | кандидат фізико-математичних наук, старший науковий співробітник Інституту фізики Академії наук УРСР                                                                                  |
| Комплексне дослідження оптичних та фотоелектричних властивостей напівпровідникових сполук елементів другої і шостої груп періодичної системи                               | Федорус Григорій Аврамович                 | доктор фізико-математичних наук, завідувач відділом Інституту напівпровідників Академії наук УРСР                                                                                     |
| Комплексне дослідження оптичних та фотоелектричних властивостей напівпровідникових сполук елементів другої і шостої груп періодичної системи                               | Шейнкман Мойсей Ківович                    | доктор фізико-математичних наук, завідувач відділом Інституту напівпровідників Академії наук УРСР                                                                                     |
| Комплексне дослідження оптичних та фотоелектричних властивостей напівпровідникових сполук елементів другої і шостої груп періодичної системи                               | Мізецька Ірина Борисівна                   | доктор хімічних наук, завідувачка відділом Інституту напівпровідників Академії наук УРСР                                                                                              |
| Комплексне дослідження оптичних та фотоелектричних властивостей напівпровідникових сполук елементів другої і шостої груп періодичної системи                               | Лисиця Михайло Павлович                    | член-кореспондент Академії наук УРСР, завідувач відділом Інституту напівпровідників Академії наук УРСР                                                                                |
| Комплексне дослідження оптичних та фотоелектричних властивостей напівпровідникових сполук елементів другої і шостої груп періодичної системи                               | Пекар Соломон Ісаакович                    | академік Академії наук УРСР, завідувач відділом Інституту напівпровідників Академії наук УРСР                                                                                         |
| Комплексне дослідження оптичних та фотоелектричних властивостей напівпровідникових сполук елементів другої і шостої груп періодичної системи                               | Снітко Олег Вячеславович                   | член-кореспондент Академії наук УРСР, директор Інституту напівпровідників Академії наук УРСР                                                                                          |
| Комплексне дослідження оптичних та фотоелектричних властивостей напівпровідникових сполук елементів другої і шостої груп періодичної системи                               | Лашкарьов Вадим Євгенович (посмертно)      | академік Академії наук УРСР |
| Комплексне дослідження оптичних та фотоелектричних властивостей напівпровідникових сполук елементів другої і шостої груп періодичної системи                               | Сальков Євген Андрійович                   | завідувач відділом Інституту напівпровідників АН УРСР |
| Цикл праць по розробці методів розв'язання задач математичної фізики та їх застосуванню у фільтрацїї                                                                       | Діденко Віктор Павлович (посмертно)        | доктор фізико-математичних наук |
| Цикл праць по розробці методів розв'язання задач математичної фізики та їх застосуванню у фільтрацїї                                                                       | Олійник Олександр Якович                   | член-кореспондент Академії наук УРСР, завідувач відділом Інституту гідромеханіки Академії наук УРСР                                                                                   |
| Цикл праць по розробці методів розв'язання задач математичної фізики та їх застосуванню у фільтрацїї                                                                       | Великоіваненко Іван Максимович             | кандидат фізико-математичних наук, доцент Київського державного університету імені Т. Г. Шевченка                                                                                     |
| Цикл праць по розробці методів розв'язання задач математичної фізики та їх застосуванню у фільтрацїї                                                                       | Ляшко Іван Іванович                        | академік Академії наук УРСР, проректор Київського державного університету імені Т. Г. Шевченка                                                                                        |
| Цикл робіт «Петрогенезис і геохронологія формацій Українського щита» | Щербак Микола Петрович                     | академік Академії наук УРСР, директор Інституту геохімії і фізики мінералів Академії наук УРСР                                                                                        |
| Цикл робіт «Петрогенезис і геохронологія формацій Українського щита» | Усенко Іван Степанович                     | член-кореспондент Академії наук УРСР, завідувач відділом Інституту геохімії і фізики мінералів Академії наук УРСР                                                                     |
| Цикл робіт «Петрогенезис і геохронологія формацій Українського щита» | Стригін Олексій Іллі                       | кандидат геолого-мінералогічних наук, старший науковий співробітник Інституту геохімії і фізики мінералів Академії наук УРСР                                                          |
| Цикл робіт «Петрогенезис і геохронологія формацій Українського щита» | Лазько Євген Михайлович                    | доктор геолого-мінералогічних наук, завідувач кафедрою Львівського державного університету імені І. Франка                                                                            |
| Цикл робіт «Петрогенезис і геохронологія формацій Українського щита» | Зарицький Олександр Ілліч                  | кандидат геолого-мінералогічних наук, начальник управління Міністерства геології УРСР                                                                                                 |
| Підручник «Основы теории информации и кодирования», опублікований у 1977 році                                                                                              | Кузьмін Іван Васильович                    | доктор технічних наук, ректор Вінницького політехнічного інституту |
| Підручник «Основы теории информации и кодирования», опублікований у 1977 році                                                                                              | Кедрус Валентин Олександрович              | доктор технічних наук, професор Харківського інституту інженерів залізничного транспорту імені С. М. Кірова                                                                           |
| Підручник «Телевидение», опублікований у 1979 році | Домбругов Рем Матвійович                   | кандидат технічних наук, доцент Київського політехнічного інституту імені 50-річчя Великої Жовтневої Соціалістичної Революції                                                         |
| Підручник «Патологическая физиология», опублікований у 1977 році | Зайко Микола Никифорович                   | член-кореспондент Академії медичних наук СРСР, завідувач кафедрою Київського медичного інституту імені О. О. Богомольця                                                               |
| Підручник «Патологическая физиология», опублікований у 1977 році | Данілова Людмила Яківна                    | доктор медичних наук, професор Київського медичного інституту імені О. О. Богомольця                                                                                                  |
| Підручник «Патологическая физиология», опублікований у 1977 році | Биць Юрій Вікторович                       | доктор медичних наук, професор Київського медичного інституту імені О. О. Богомольця                                                                                                  |
| Підручник «Патологическая физиология», опублікований у 1977 році | Горбань Владислав Олександрович            | кандидат медичних наук, доцент Київського медичного інституту імені О. О. Богомольця                                                                                                  |
| Підручник «Патологическая физиология», опублікований у 1977 році | Міхньов Володимир Анатолійович             | кандидат медичних наук, доцент Київського медичного інституту імені О. О. Богомольця                                                                                                  |
| Підручник «Патологическая физиология», опублікований у 1977 році | Потоцька Ірина Іванівна                    | кандидат медичних наук, доцент Київського медичного інституту імені О. О. Богомольця                                                                                                  |
| Підручник «Патологическая физиология», опублікований у 1977 році | Сімеонова Наталія Костянтинівна            | кандидат медичних наук, асистент доцент Київського медичного інституту імені О. О. Богомольця                                                                                         |
| Підручник «Патологическая физиология», опублікований у 1977 році | Бутенко Геннадій Михайлович                | доктор медичних наук, завідувач лабораторією Інституту геронтології Академії медичних наук СРСР                                                                                       |